# ام۱ (متروی استانبول)
ام۱ (ترکی استانبولی: M1 Yenikapı–Atatürk Havalimanı/Kirazlı metro hattı) یکی از خطوط متروی استانبول است.
این خط که در سال ۱۹۸۹ تأسیس شده دارای ۲۳ ایستگاه و ۲۶٫۸ کیلومتر طول است. خط ام۱ از سه بخش تشکیل شده که شامل قسمت اصلی با ۸ ایستگاه، شاخه ای با ۱۰ ایستگاه و شاخه بی با ۵ ایستگاه است.

## ایستگاه‌ها

### بخش اصلی ام۱
- ینیکاپی (تقاطع با: ام۲, مارمارای،  İDO)
- آکسارای (تقاطع با: T1)
- امنیت-فاتح
- توپکاپی-اولوباتلی (تقاطع با: T4)
- بایرام پاشا-مال‌تپه
- سامالجولار
- کوجاتپه
- اوتوگار

### شاخه ام۱ ای
- ترازیدره
- داوودپاشا—‌ی‌تی‌یو
- مرتر (تقاطع با: متروباس)
- زیتین‌بورنو (تقاطع با: T1, متروباس)
- باقرکوی—اینچیرلی (تقاطع با: ام۳)
- باغچه‌لی‌اولر (تقاطع با: متروباس)
- آتاکوی—شیرینولر (تقاطع با: متروباس)
- ینیبوسنا (در آینده تقاطع با: M9)
- دی‌تی‌ام—نمایشگاه مرکزی استانبول
- فرودگاه آتاترک

### شاخه ام۱ بی
- اسنلر
- مندرس
- اوچیوزلو
- میدان باغجی‌لار (تقاطع با: T1)
- کیرازلی (تقاطع با: ام۳)

## نگارخانه

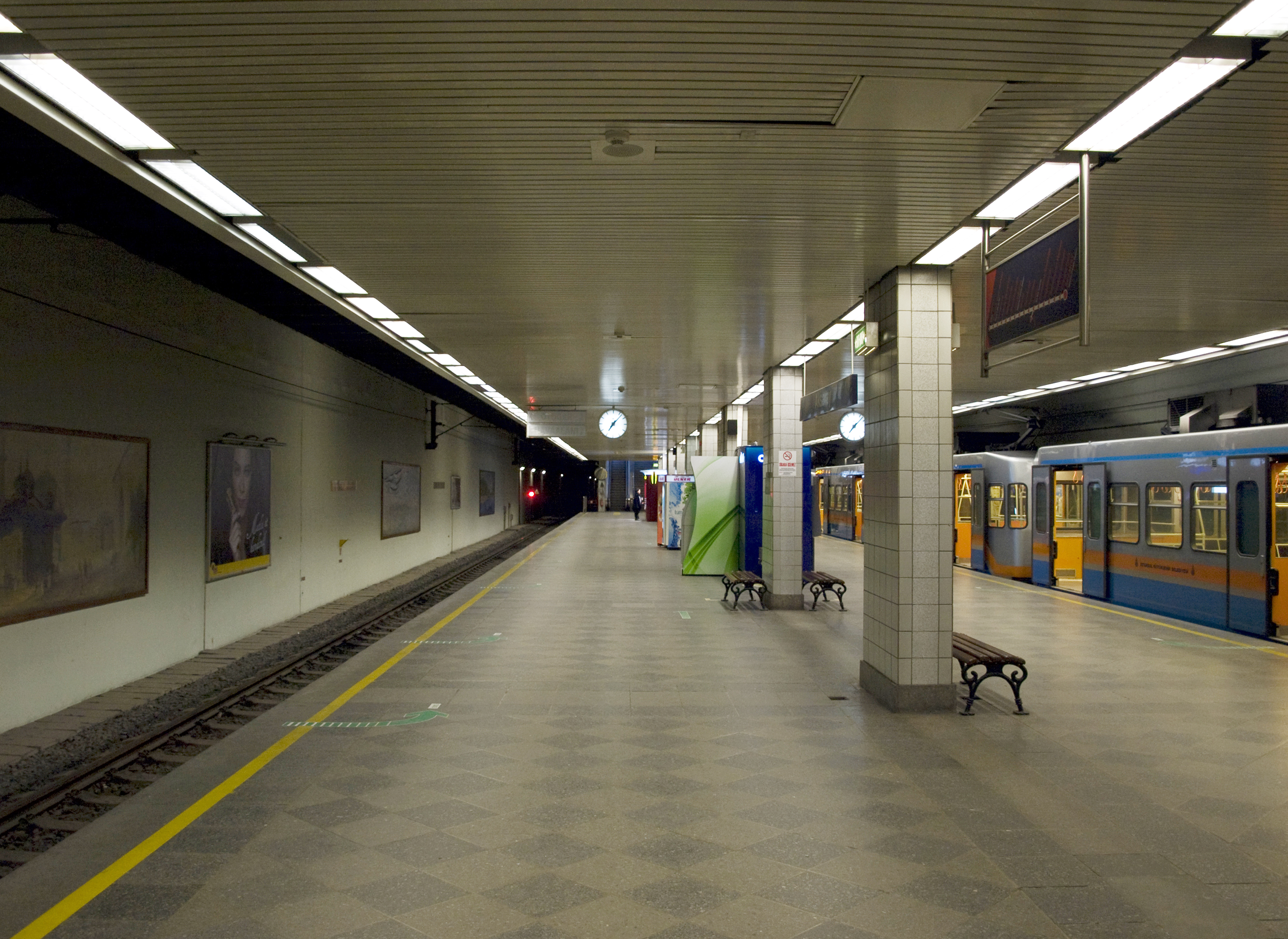

نمودار مسیر خط M1 با شاخه‌های M1A و M1B.

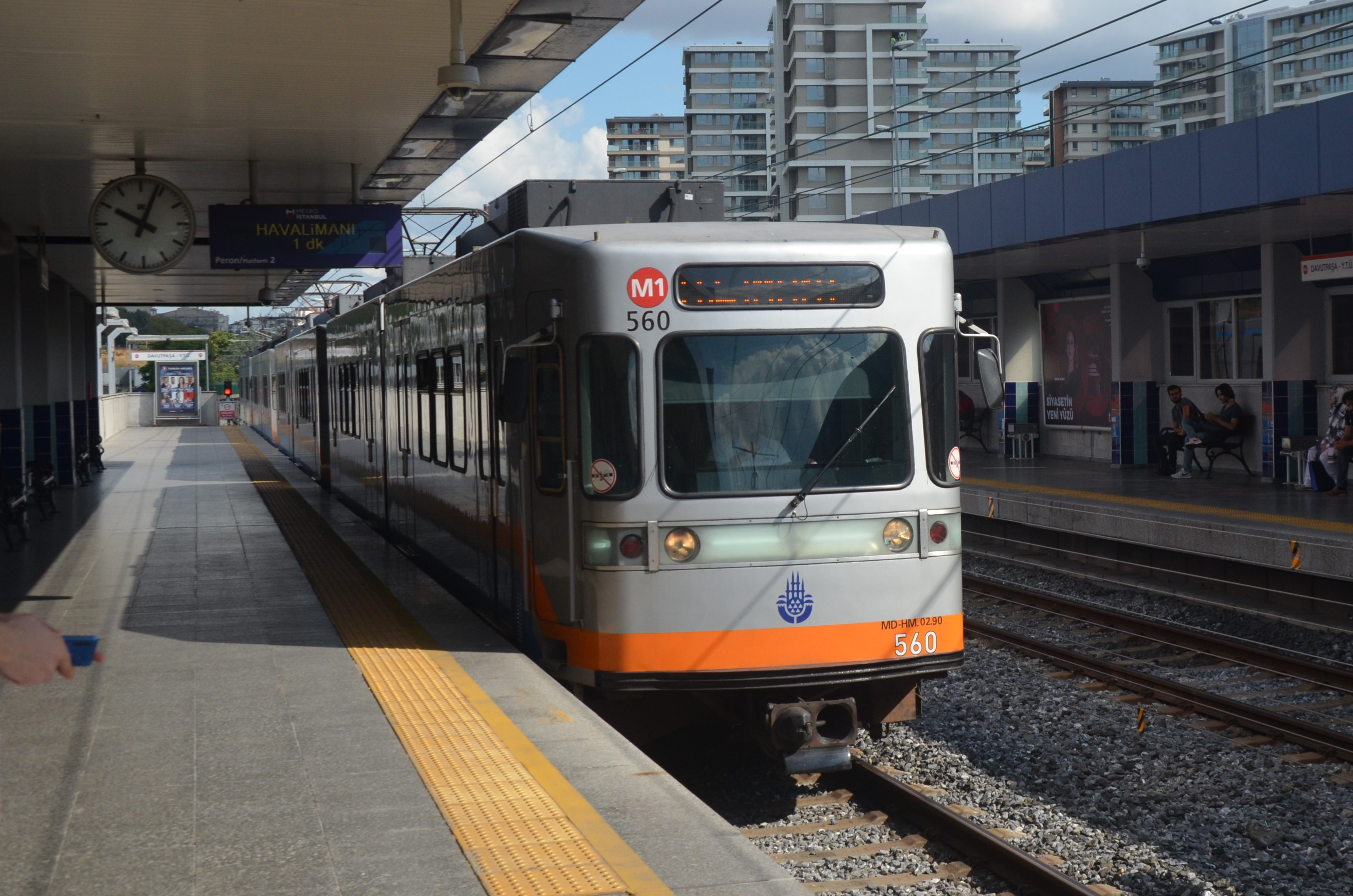
ایستگاه فرودگاه بین‌المللی آتاترک
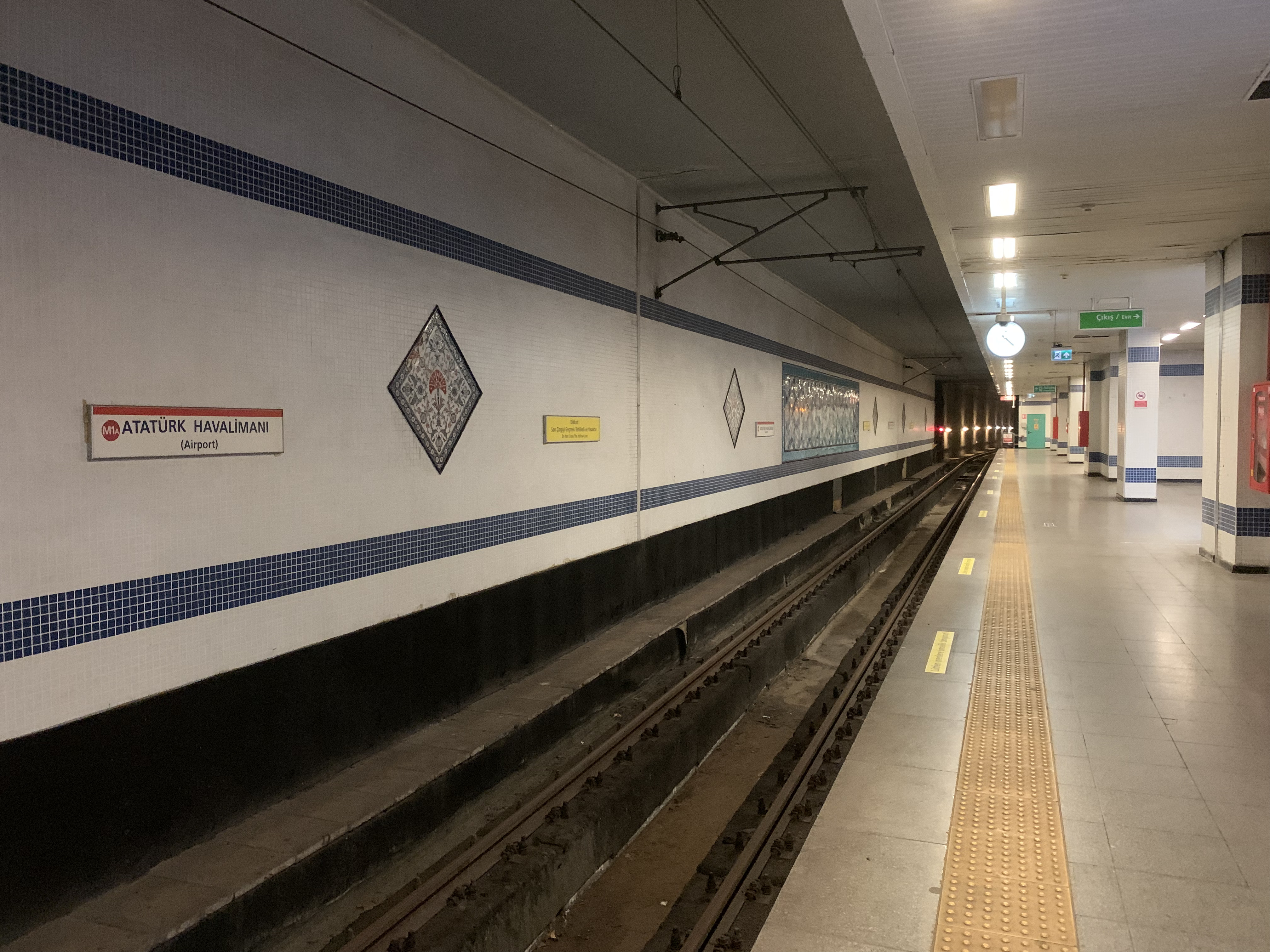